# 士魂魔道 大龍巻
『士魂魔道 大龍巻』（しこんまどう だいたつまき）は、1964年（昭和39年）1月3日に公開された日本映画である。製作は宝塚映画製作所（後の宝塚映像）。配給は東宝。カラー、東宝スコープ。監督は稲垣浩、主演は市川染五郎。
併映作品は「社長シリーズ」の1本である『社長紳士録』（監督：松林宗恵）。キャッチコピーは「人馬もろとも吹きとばし戦野を疾る凄絶の大龍巻！」。

## 概要
原作は南條範夫の1963年（昭和38年）の小説だが、内容は大幅に脚色しており、「魔道」の要素が薄まり、タイトルにもある大竜巻がクライマックスとなっている。監督・脚本は1961年公開の東宝映画『大坂城物語』と共通しており、内容も同作品より後の時代を描いている。
大竜巻の描写は、大型扇風機による突風と操演によって宙を舞う人や馬のミニチュアで表現された。本編監督の稲垣浩と特撮監督（特技監督）の円谷英二は互いに多忙であったため、竜巻がどの方向から画面に登場するか打ち合わせできないまま撮影が行われたが、竜巻の方向は一致していた。このことについて尋ねたスタッフに対し、稲垣は「主役（竜巻）は下手から登場すると決まっている」と述べたという。大竜巻のシーンでは、あえて音楽をつけない演出としている。
大阪城内の炎上シーンは、スタジオ内のセットに実際に火をつけて撮影している。
一部のシーンが『大坂城物語』の流用で、同作品での未使用カットも用いられた。

## ストーリー
大坂夏の陣、落城寸前の大阪城。ここを死に場所として切腹しようとした深見重兵衛は、偶然、豊臣秀頼の子国松を抱いて落ち延びようとする小里を助け、道行きを共にする。落人として追われる2人は、豊臣方の残党が企てる陰謀に巻き込まれ、数奇な運命を辿ることになる。そして、豊臣の埋蔵金を巡る争いの決着が着く寸前になって突如、巨大な竜巻が発生する。

## キャスト
- 深見重兵衛[3]：市川染五郎
- 小里[3]：星由里子
- 奥野久之助[3]：夏木陽介
- 草薙修理[3]：佐藤允
- 織江[3]：水野久美
- 秀月尼：草笛光子
- 菊里[3]：久我美子
- 忍者大次郎[3]：久保明
- 曽我又左衛門：平田昭彦
  - 堺左千夫、小杉義男
- 阿部備中守：香川良介
- 鷲尾九十郎[3]：稲葉義男
- 武藤満太[3]：戸上城太郎
  - 天王寺虎之助、山本廉、向井淳一郎、内田朝雄
  - 若月輝男、福山博寿、早川恭二、谷晃
  - 松本幸之助、武周暢、楠義孝、宮津亮
  - 水木達夫、岡野昇司、双葉京子、吉川雅恵
  - 富士乃章介、吉井裕海、早崎文司、石井光三
  - 山口博義、宇仁貫三、田中浩
- 殺陣：久世竜
- 明石守重[3]：三船敏郎

## スタッフ

### 本編
- 製作：田中友幸
- 監督：稲垣浩
- 原作：南條範夫「士魂魔道」より
- 脚本：木村武、稲垣浩
- 撮影：山田一夫
- 照明：小西康夫
- 美術：植田寛
- 録音：西川善男
- 編集：岩下広一
- 音楽：石井歓
- 監督助手：竹前重吉、高瀬昌弘
- 製作担当者：沖原俊哉
- 現像：東洋現像所

### 特殊技術
- 特技監督：円谷英二
- 撮影：有川貞昌
- 光学撮影：幸隆生、徳政義行
- 美術：渡辺明
- 照明：岸田九一郎
- 監督助手：中野昭慶
- 製作担当者：小池忠司

## 映像ソフト
- LD 品番 TLL2244[10]
- DVD - 東宝から発売されている[11]。